# 國立臺灣大學圖書館
國立臺灣大學圖書館（英語：National Taiwan University Library），簡稱臺大圖書館，包含國立臺灣大學總圖書館、分館、校內各系所圖書館。

## 歷史

### 總館

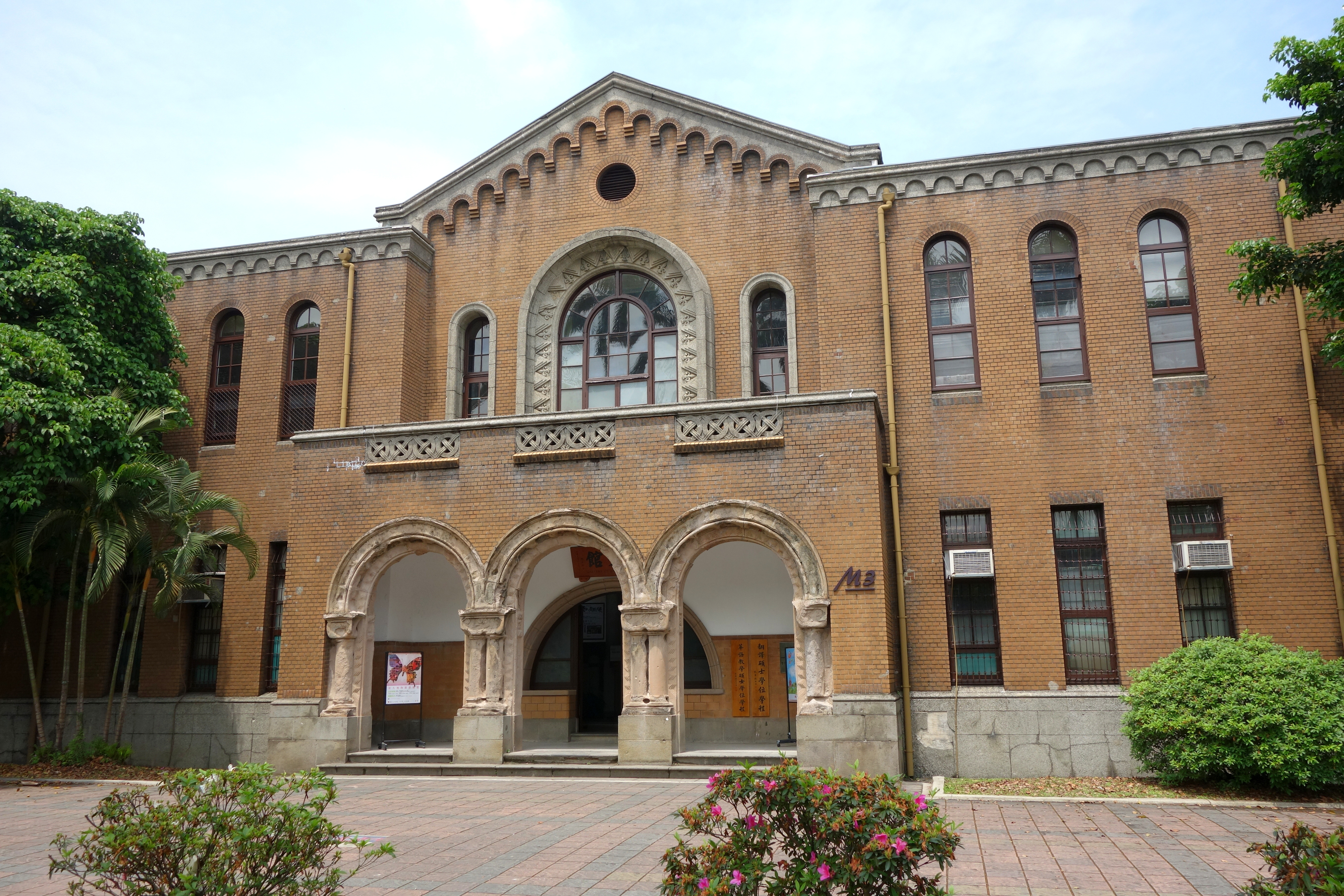
國立臺灣大學校史館為圖書館舊址

前身是臺灣日治時期的「臺北帝國大學附屬圖書館」；一樓為書庫、二樓為閱覽室，創設於1928年3月，原址現為臺大校史館，以閉架式管理館藏。1945年8月日本戰敗投降，中華民國政府接收臺灣後，並於同年11月15日接收臺北帝國大學，易名為國立臺北大學，12月再改名為國立臺灣大學，圖書館一同改隸成「國立臺灣大學圖書館」。

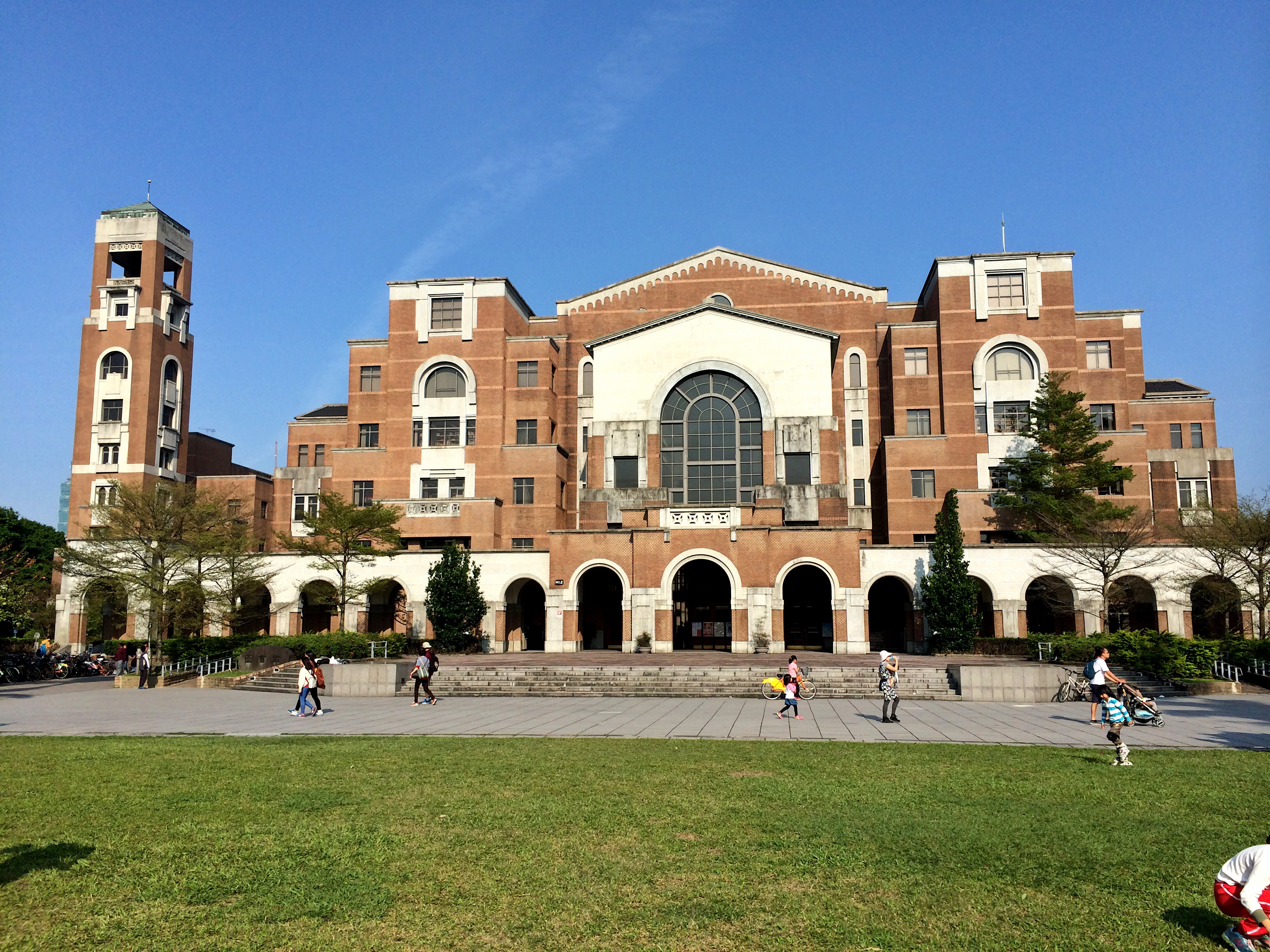
1998年落成的國立臺灣大學總圖書館

當初臺大圖書館（舊館）的館藏不多，後因書籍增加空間不足，故於1982年起開始規畫興建新館。1989年起逐年編列預算興建新館，於1998年11月14日落成啟用現今的「國立臺灣大學總圖書館（簡稱總圖）」。2014年成立營運規劃委員會，進行總圖空間與服務重塑計畫。2022年10月由台大經濟系校友出資改造總圖1樓，於2023年8月16日完工並命名為致強大廳，新增多元共享區、數位媒體區。未來將會重塑總圖地下一樓討論區與自習室的空間。

### 分館

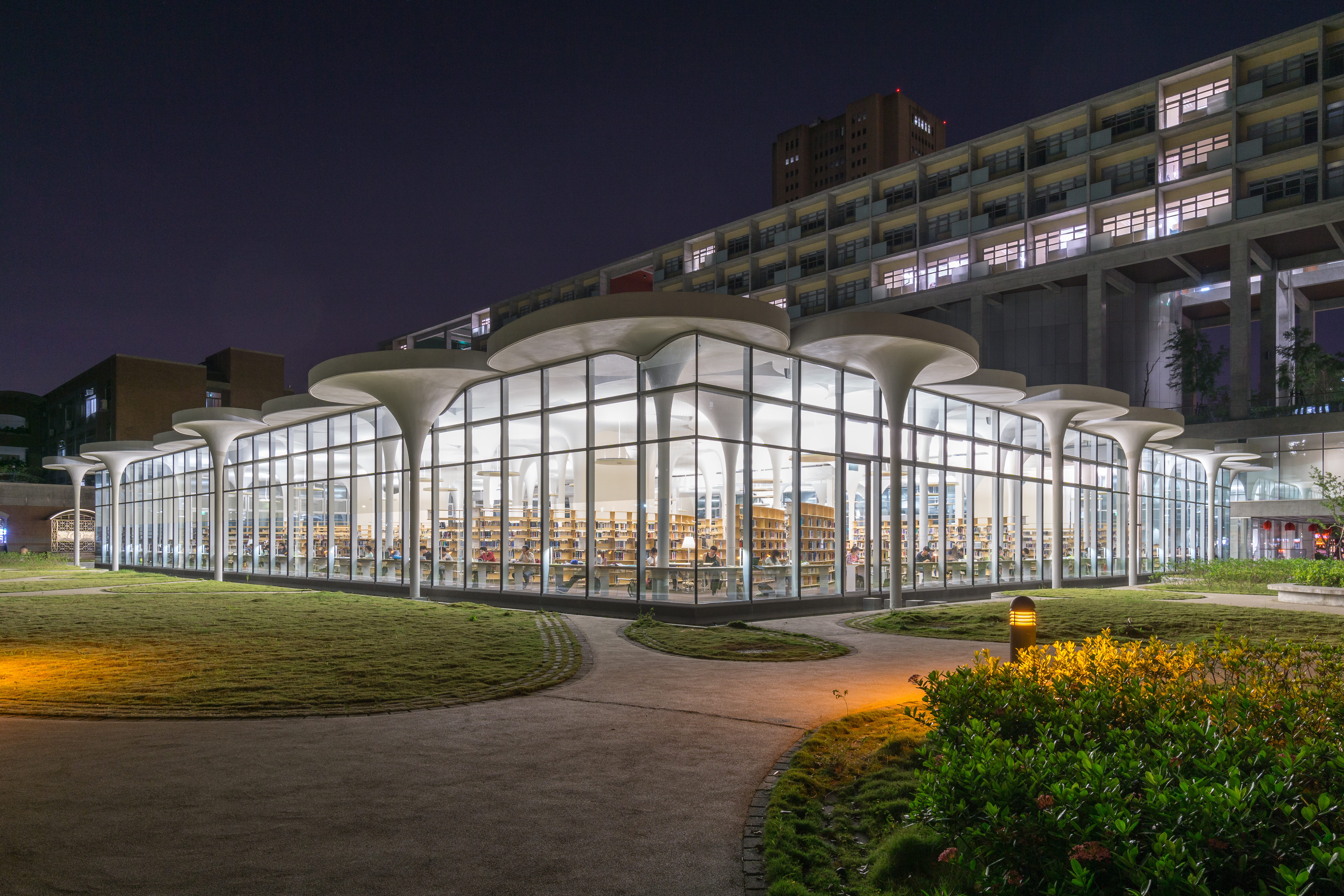
國立臺灣大學社會科學院辜振甫先生紀念圖書館

除校總區的總圖書館（簡稱總圖）外，尚有自動化書庫服務中心、醫學圖書館（簡稱醫圖）、社會科學院辜振甫先生紀念圖書館（簡稱社科圖），以及物理、數學、化學、海洋、圖資、法律院系所圖書室/館。

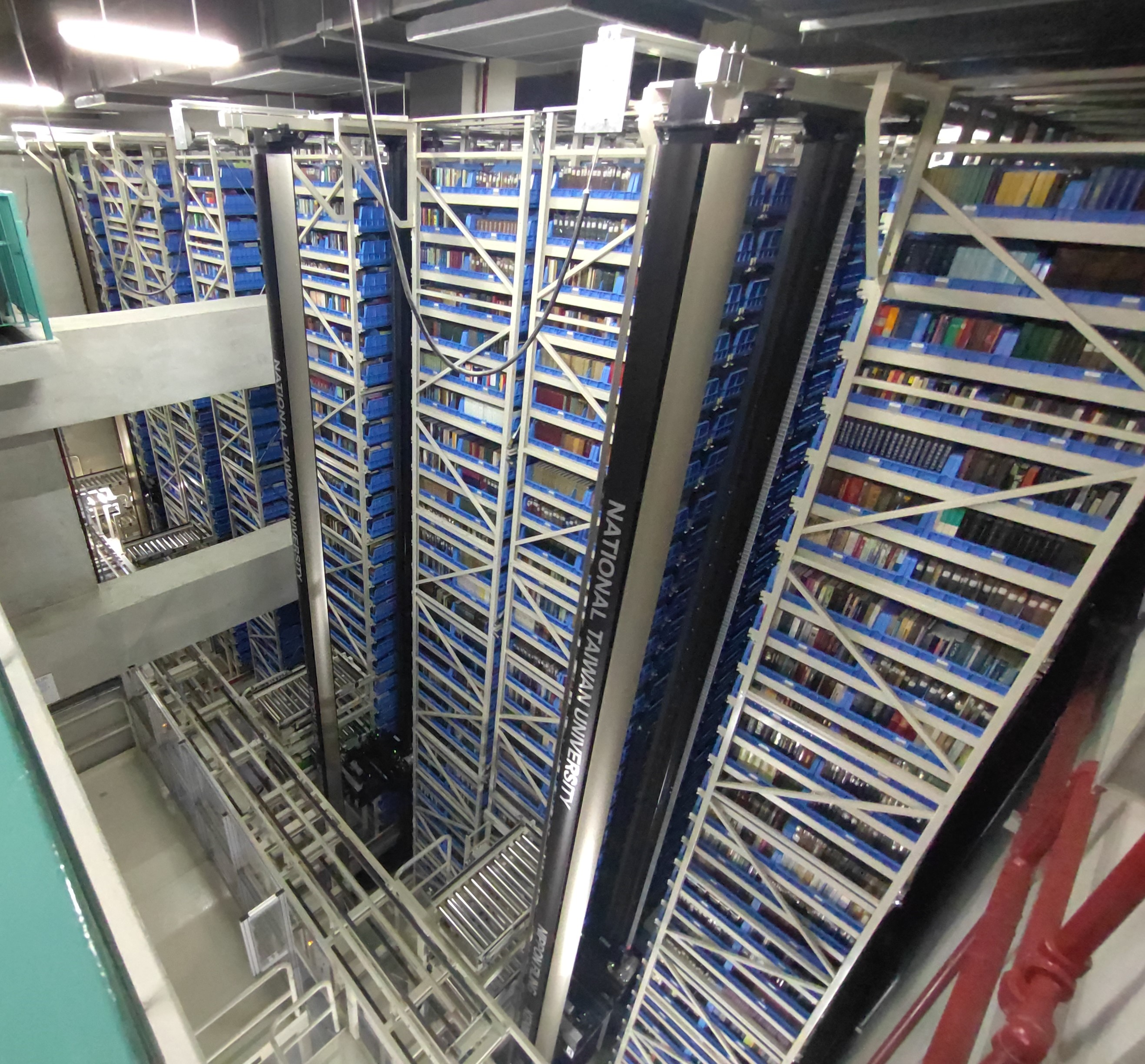
綜合教學館地下自動化書庫

自動化書庫服務中心
位於校總區綜合教學館地下2至4樓，是台灣首座高密度自動化書庫，能容納120萬冊以上書籍。於2018年10月30日啟用，並於綜合教學館1樓設置服務中心，提供調閱服務。
社會科學院辜振甫先生紀念圖書館
在徐州路法學院校區內的「法律暨社會科學院圖書分館（簡稱法社分館，舊稱法圖）」，隨社會科學院在2014年遷回校總區改為「社會科學資源服務組」；同年9月15日於新社科院大樓圖書館正式營運，實體館藏整併自徐州路校區的法社分館、法律政治研究圖書室、經濟學研究所圖書室之館藏約22萬冊。因由政治學系校友辜振甫捐助，命名為「社會科學院辜振甫先生紀念圖書館」。
醫學圖書館
1899年4月成立「臺灣總督府醫學校圖書室」，1936年改稱「臺北帝國大學附屬圖書館醫學部分室」，1945年更名為「國立臺灣大學醫學院圖書分館」，1989年4月由校總區遷至城中校區的臺大醫院，1991年2月與醫圖合併，2018年2月更名為現今的「國立臺灣大學醫學圖書館」。2017年規劃整體空間改造，於2022年6月完工；同年9月5日營運，館藏圖書約11.1萬冊。
法律學院圖書館
2009年7月13日法律學院從徐州路校區遷回校總區萬才館，並將1-2樓作為「法律學院圖書室」。館藏為原徐州路校區法社分館以及法政研究生圖書館的藏書、期刊、參考書等，總計逾8.7萬冊；特藏資料為台北辯護士會藏書、岡松參太郎文書、律師公會名簿、日治法院檔案、大法官會議資料等。2016年6月27日富邦集團蔡萬才家族贊助改造圖書室，提升書刊容納量，並更名為「法律學院圖書館（簡稱法律圖）」，於同年9月12開放使用。
圖書資訊學系實習圖書館

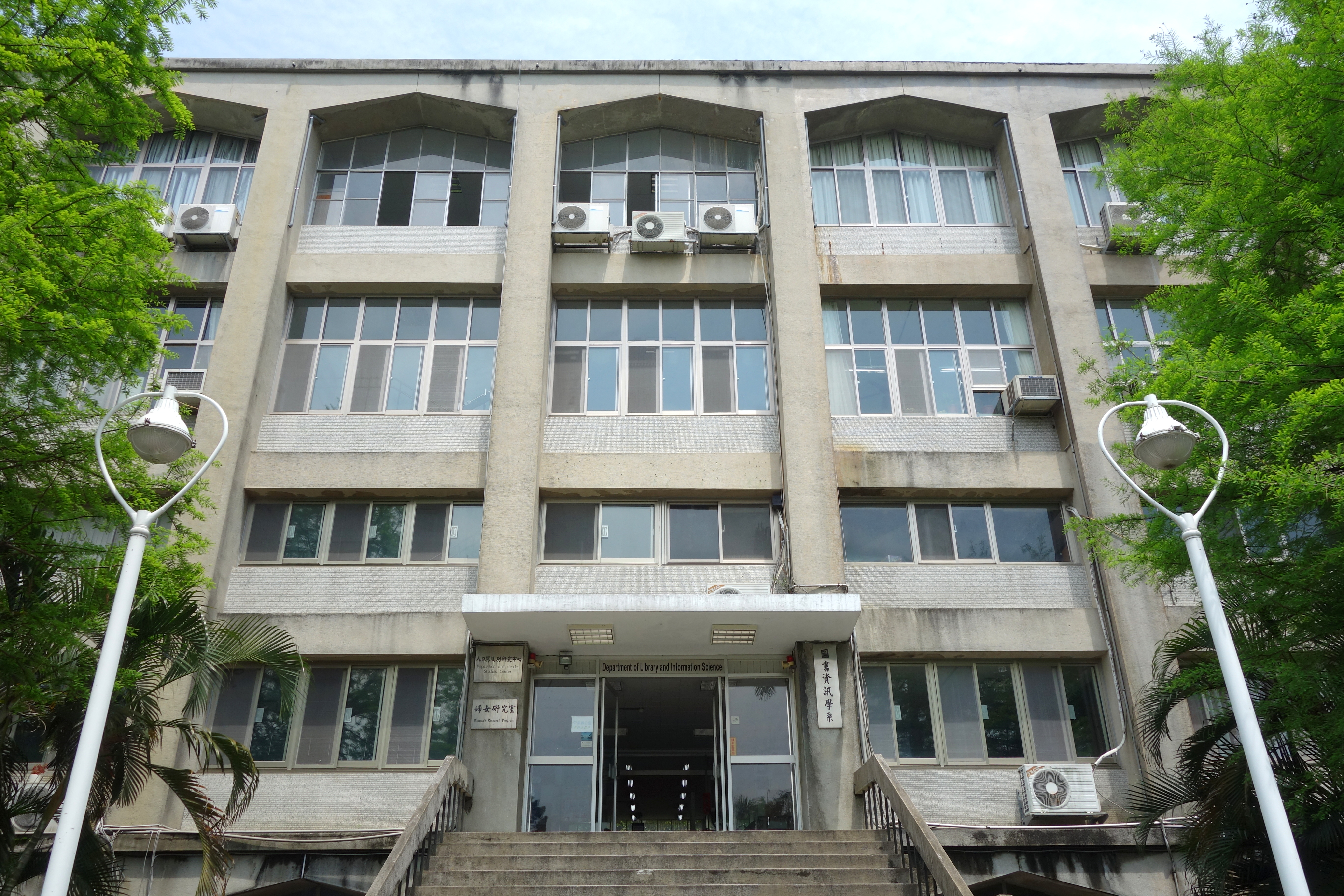
原研究圖書館，現為圖書資訊學系系館

前身為1968年成立的國立臺灣大學研究圖書館，1998年移交作為圖資系館使用，而二樓為現今的「圖資系實習圖書館」，一樓為閉架式書庫。圖書逾3.2萬冊，包含中西文圖書與期刊、學位論文、兒童與青少年讀物。
物理學系圖書室
1946年於物理系舊館成立，2001年2月遷至凝態科學研究中心暨物理系新館3樓之310室，館藏量約6萬冊。
數學系圖書室
於1961年成立，2010年1月4日搬遷到與中央研究院合作興建的天文數學館的，也是中研院數學研究所圖書館。館藏圖書約5.3萬餘冊。
化學系圖書室
成立於1966年，也是國科會自然處化學推動中心圖書室，1986年9月搬遷至位於校內的中研院原子與分子科學研究所，藏書約為2萬餘冊。
海洋研究所圖書室
與科技部於1998年成立北部地區地球科學圖書期刊服務中心暨海洋研究所圖書室，藏書約8,000餘冊。

## 相關機構
博物館群
於2007年11月15日完成校內各博物館整合，成員館：校史館、人類學博物館、地質標本館、物理文物廳、昆蟲標本館、農業陳列館、植物標本館、動物博物館、檔案館、醫學人文博物館及藝術史研究所美術館。
總博物館籌備處
協助教研資產相關法規修訂和數位化工作。
臺灣原住民族圖書資訊中心
2006年7月21日起營運，徵集台灣原住民族圖書資料及研究資源，館藏約有8,600餘件。因計畫到期，於2025年1月11日起暫時閉館。
臺大佛學數位圖書館
1995年哲學系已故教授釋恆清法師創立「佛學網路資料庫」，1999年更名為「佛學數位圖書館暨博物館」，2003年4月1日轉由總圖營運，2020年8月1日更名為現今「臺大佛學數位圖書館」。致力於收齊全球佛教二手研究文獻與經典，收錄書目約50萬篇。

## 歷任館長
| 任次 | 館長       | 就任日期      | 卸任日期   | 備註                       |
| ---- | ---------- | ------------- | ---------- | -------------------------- |
| 代理 | 青木茂則   | 1928年4月     | 1929年2月  | 司書官兼任館長             |
| 1    | 田中長三郎 | 1929年2月     | 1934年6月  |                            |
| 2    | 安藤正次   | 1934年6月     | 1940年3月  |                            |
| 3    | 素木得一   | 1940年3月     | 1941年4月  |                            |
| 4    | 矢野禾積   | 1941年4月     | 1945年11月 |                            |
| 代理 | 景讓       | 1945年11月    | 1947年10月 | 生物系主任代理館長         |
| 5    | 范壽康     | 1947年10月    | 1949年6月  |                            |
| 6    | 蘇維霖     | 1949年6月     | 1968年10月 |                            |
| 代理 | 賴永祥     | 1968年10月    | 1969年7月  | 圖書館閱覽組主任代理館長   |
| 7    | 蘇維霖     | 1969年7月     | 1972年8月  |                            |
| 8    | 楊日然     | 1972年8月     | 1981年2月  |                            |
| 代理 | 許介鱗     | 1981年2月     | 1981年7月  | 法學院教授代理館長         |
| 9    | 楊日然     | 1981年7月     | 1981年8月  |                            |
| 10   | 陳興夏     | 1981年8月     | 1993年11月 |                            |
| 代理 | 林光美     | 1993年11月    | 1996年2月  | 圖書館（工圖）主任代理館長 |
| 11   | 吳明德     | 1996年2月     | 2002年8月  |                            |
| 12   | 項潔       | 2002年8月     | 2008年8月  |                            |
| 13   | 陳雪華     | 2008年8月     | 2016年8月  |                            |
| 14   | 陳光華     | 2016年8月     | 2024年8月  |                            |
| 15   | 林奇秀     | 2024年8月至今 |            |                            |

## 建築特色
總圖

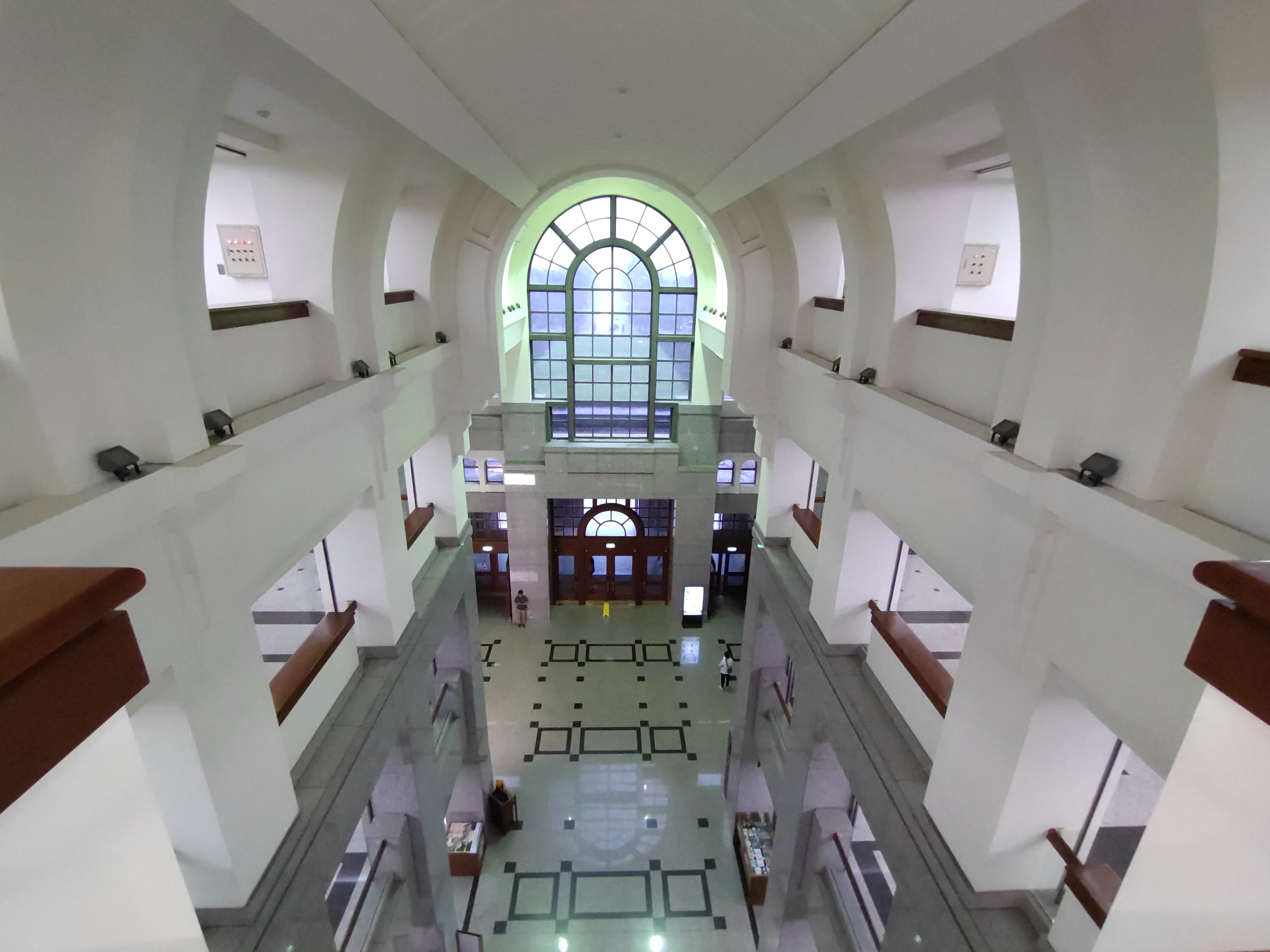
總圖內部正門大廳

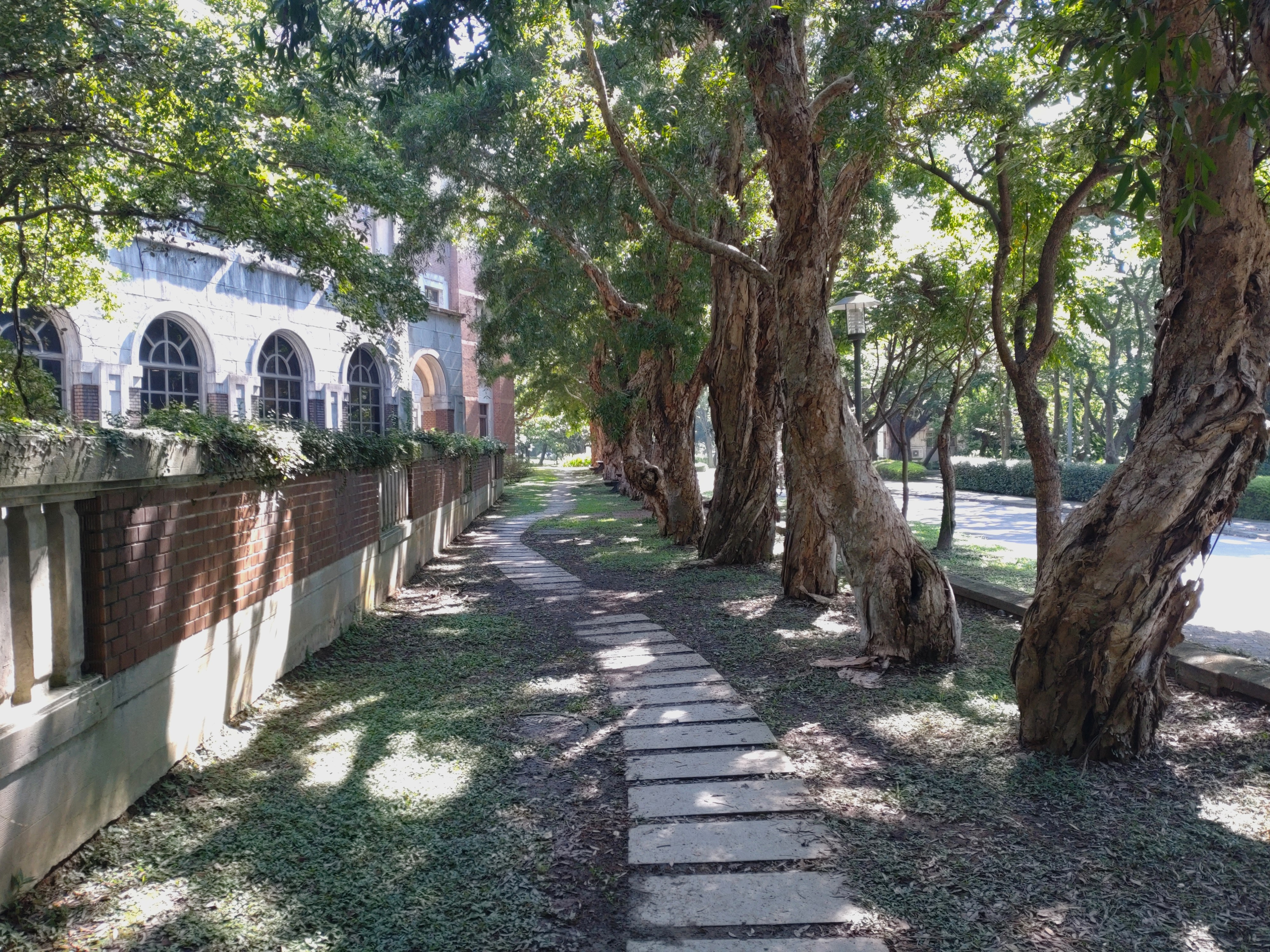
總圖旁白千層樹步道一景

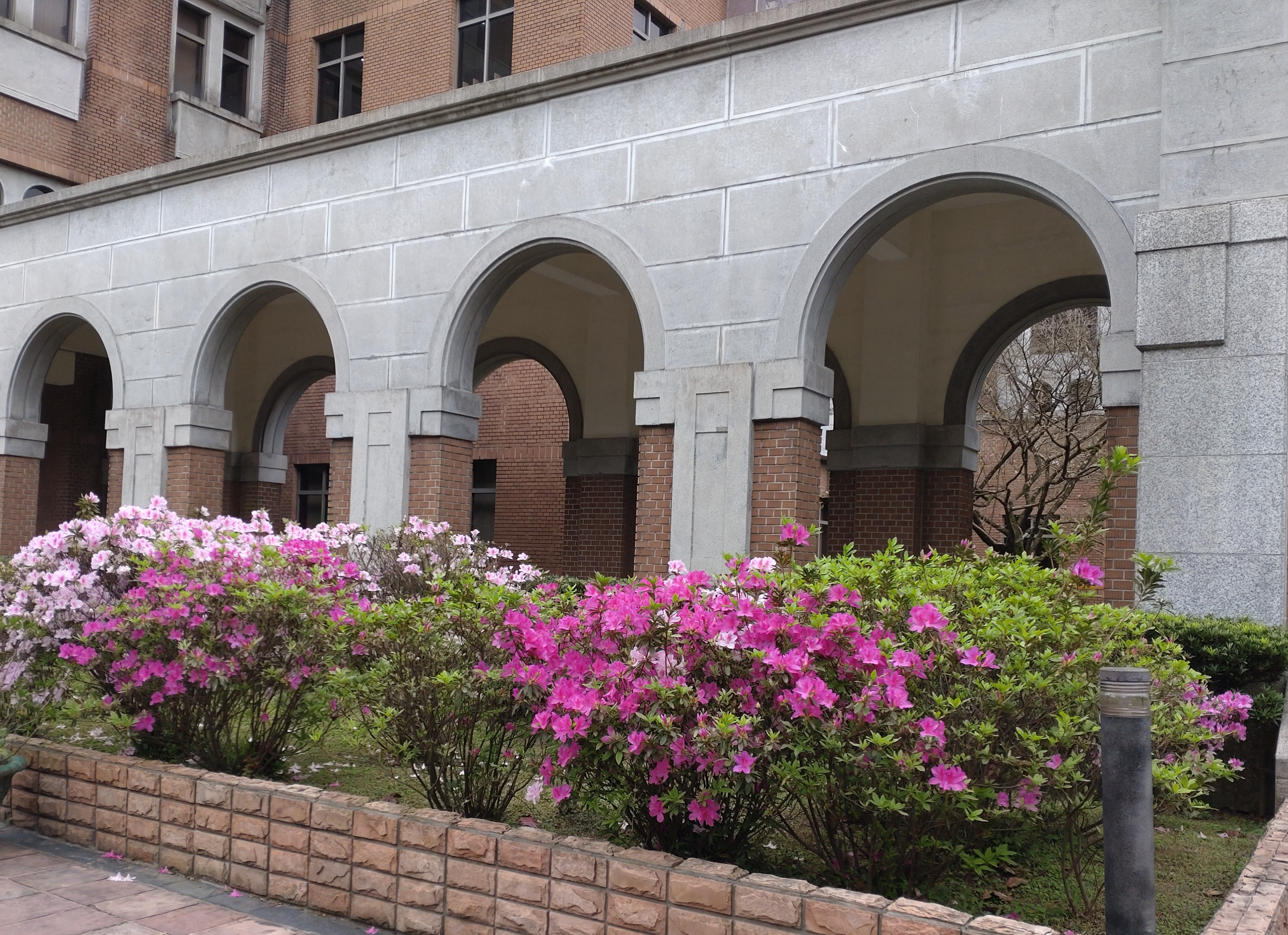
總圖走廊杜鵑花一景

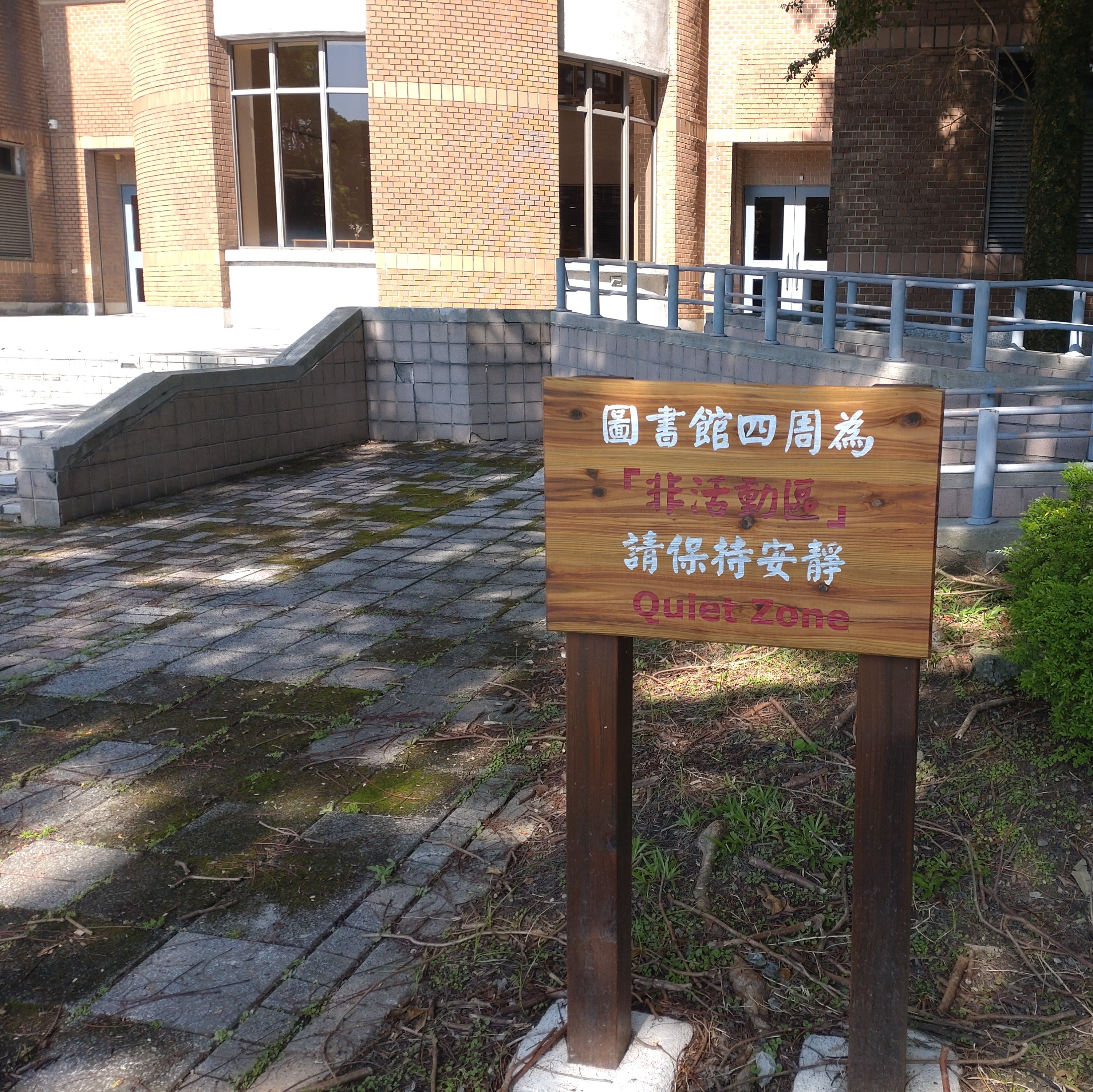
總圖旁保持安靜告示牌

位於椰林大道的端點，為臺大校園的幾何中心，也是校內重要的地標建築。其外觀配合原有的校園建築風格，為舊總圖建築的延伸，例如拱窗、拱門、門廳、迴廊等皆有致敬舊總圖的效果。新總圖共五層樓，內部正門大廳採挑空四層樓的設計，採光充足。
社科圖
館體由日本建築師伊東豐雄設計，其中1樓的開架閱覽室為設計的精髓，由樹狀柱結構屋頂夾雜形狀不一的天窗，營造出一座知識的森林。

## 樓層簡介
總圖
- 地下1樓：專藏文庫[註 3][29]、臺大佛學數位圖書館[註 4]、24小時自習室、討論室、影印中心、國際會議廳、臺灣原住民族圖書資訊中心[註 5]、出版中心[註 5]。
- 1樓-致強大廳[30]：服務台、數位媒體區、多元共享區、輕閱讀區、多功能展演場域-日然廳、校友中心[31]。
- 2樓：人文社會科學圖書區，包含藝術資料；密集書庫典藏各國珍稀期刊、舊報紙、古籍復刻本、套書等。
- 3樓：期刊、參考工具書區，包含四庫全書；臺大人文庫收藏台大校友所撰書籍。
- 4樓：人文社會、科技圖書區；輿圖區可閱覽地圖及地質圖；東亞資料區存放舊書籍。
- 5樓：特藏資料區[註 6]，開架圖書區存放教授捐贈的藏書；各國珍稀善本、部分帝大時期圖書存放於閉架圖書區[註 7]。

社科圖
- 地下1樓：閉架書庫（日治舊藏）[註 7]。
- 1樓：現期期刊、閱覽視聽區。
- 2樓：裝訂期刊、自習和討論室。

醫圖
- 1樓：服務臺、新書展示區、展覽區。
- 2樓：裝訂期刊區、閱覽視聽討論區。
- 3樓：醫學人文館藏、工具參考書、視聽資料區。
- 4樓：休閒期刊、圖書區。

法律圖
- 1樓：期刊、參考書、中日文圖書、人權資料專區、密集書庫區，法學典範書屋。
- 2樓：西文圖書區。

圖資系實習圖書館
- 1樓：期刊、參考書、圖書區。
- 2樓：兒童讀物區。

物理系圖書室
- 1樓：閱覽室、期刊區。
- 2樓：圖書區、罕用期刊書庫。

數學系圖書室
- 2樓：中研院圖書、特藏區。
- 3樓：期刊、圖書區。

化學系圖書室
- 2樓：期刊區、閱覽區。
- 3樓：裝訂期刊陳列區。

## 館藏

### 總圖特藏資料室
臺灣資料舊藏
主要藏有淡新檔案、岸裡大社文書、伊能嘉矩手稿、田代安定手稿、磯永吉文庫、楊雲萍文庫、狄寶賽文庫、杜聰明文庫等，以及臺北帝國大學、臺灣總督府所轄機關出版品。之後將進行資源數位化工作，提供公眾使用；並與慈林教育基金會合作臺灣社會運動史料之數位化、與中國國民黨合作黨史資料數位化等。
善本
中文善本，為烏石山房文庫、久保文庫、石原文庫、以及高凌霨藏書等。日文善本，為桃木文庫、長澤文庫、上田文庫、琉球資料（歷代寶案）等。西文善本，為搖籃期刊本、田中文庫、大鳥文庫、Huart文庫、小川文庫等。
手稿
蒐集各學科領域約200多位作家、學者與臺大校友之手稿，尚有王文興、林文月、聶光炎、柯威霖、臺靜農、葉維廉、王禎和、楊雲萍、鄭騫、潘貫、殷海光、白先勇、慎芝、關華石、丁貞婉、磯永吉以及國分直一等。

### 臺大人文庫
位於總圖3樓，蒐藏臺大校友的著作，限文庫內閱覽，2006年3月籌設；2007年11月15日校慶開幕；截止至2007年底約有300多位校友贈書4,000餘件。

### 數位化
臺灣大學數位人文研究中心於1996年推動典藏品數位化與資料庫建置作業，1998年執行數位博物館專案計畫，接著參與2002年數位典藏國家型科技計畫- 臺灣大學典藏數位化計畫。現今有700萬筆詮釋資料、3,000萬幅影像及數百小時影音資料。
臺灣網站典藏庫
以數位典藏機制保存臺灣網站數位資產。於2006年7月規劃系統建置；2008年4月上線提供檢索服務。
臺大學術典藏
匯集台大教師個人學術履歷與著作，提供查詢和開放取用。於2019年整合圖書館建置的機構典藏與學術庫平台。
臺大學術資源網
以系統性蒐羅網路上正確且具學術性質的免費網路資源。2006年9月系統雛型建置；2007年3月上線開放使用；現今已停止維護並移除。

## 外部連結
總館
- 國立臺灣大學圖書館（繁體中文）（页面存档备份，存于）
- 國立臺灣大學校史館（繁體中文）（页面存档备份，存于）

分館
- 國立臺灣大學醫學圖書館（繁體中文）（页面存档备份，存于）
- 國立臺灣大學社會科學院辜振甫先生紀念圖書館（繁體中文）（页面存档备份，存于）
- 國立臺灣大學法律學院圖書館（繁體中文）（页面存档备份，存于）
- 國立臺灣大學圖書館自動化書庫服務中心（繁體中文）（页面存档备份，存于）
- 國立臺灣大學數學系圖書室（繁體中文）（页面存档备份，存于）
- 國立臺灣大學物理學系圖書室（繁體中文）（页面存档备份，存于）
- 國立臺灣大學化學系圖書室（繁體中文）（页面存档备份，存于）
- 國立臺灣大學海洋研究所圖書室（繁體中文）（页面存档备份，存于）
- 國立臺灣大學圖書資訊學系實習圖書館（繁體中文）（页面存档备份，存于）

附屬機構
- 國立臺灣大學博物館群（繁體中文）（页面存档备份，存于）
- 國立臺灣大學圖書館臺灣原住民族圖書資訊中心（繁體中文）（页面存档备份，存于）
- 國立臺灣大學佛學數位圖書館（繁體中文）（页面存档备份，存于）